# Special Air Service Regiment
Special Air Service Regiment (SASR) – australijska jednostka wojskowa sił specjalnych, wzorowana na brytyjskiej SAS. Działająca od 20 sierpnia 1964 roku. Czerpie z tradycji Z Special Unit i Independent and Commando Companies − australijskich jednostek wojskowych prowadzących działania specjalne z czasów II wojny światowej.
Do podstawowych zadań SASR należy prowadzanie działań rozpoznawczych, antyterrorystycznych i dz. specjalnych.
Mottem SASR jest „Kto ryzykuje, wygrywa” („Who dares wins”).

## Strefy działań SASR

### Rozpoznanie
Podczas rozpoznania rola SASR zwyczajowo opiera się na działaniu małych pododdziałów rozpoznania, mających za zadanie przeniknięcie na terytorium przeciwnika i zdobycie informacji o ruchach sił i środków przeciwnika. Patrole SASR mogą być desantowane na teren przeciwnika z powietrza, wody (włączając w to łodzie podwodne), oraz na ląd. Dowiodły także wysoką skuteczność podczas działań w dżungli i na pustyni.

## Zwalczanie terroryzmu
W tych działaniach SASR prowadzi bezpośrednich uderzenia i uwalnianie zakładników, włączając w to abordaż na statki wodne. Pododdział SASR tworzy Tactical Assault Group West, organizację odpowiedzialną za uwalnianie zakładników na akwenach i poza granicą Australii.

## Historia

### Początki
Special Air Service Regiment został sformowany 25 lipca 1957 roku jako 1st Special Air Service Company, Royal Australian Regiment. 1st SAS Company rozrastała się i uzyskała status oddziału 20 sierpnia 1964 ostatecznie już jako Australian Special Air Service Regiment.
Pierwsza operacja SASR miała miejsce w 1965 jako, gdy część Brytyjskich Oddziałów Wspólnoty stacjonujących na Borneo, wzięli udział w wojnie Malezji z Indonezją. SASR wspólnie z brytyjskimi i nowozelandzkimi oddziałami próbował zapobiec przenikaniu przez Indonezyjczyków na teren Malezji podczas Operacji Claret, której celem było zepchnięcie wojsk Indonezji do obrony. Wykorzystywana głównie do rozpoznania, SASR zabiła w walce co najmniej 20 żołnierzom indonezyjskich sił w serii ataków po obu stronach granicy. W owym konflikcie zginęło trzech żołnierzy SASR – jeden przebity ciosem słonia, dwóch pozostałych utonęło podczas pokonywania rzeki.

### Wietnam
SASR przystąpiło do wojny wietnamskiej, gdy 3 Eskadra rozlokowała się jako część 1st Australian Task Force w kwietniu 1966. SASR zostało oczami i uszami 1st Australian Task Force, prowadząc rozpoznanie w strefie działań 1 ATF. Podobnie jak na Borneo, SASR współpracował ściśle z NZSAS, z którego do każdego oddziału australijskiego przydzielony został jeden Nowozelandczyk.
Pododdziały SASR działały w Wietnamie aż do wycofania się wojsk w 1971 roku. SASR i New Zealand Special Air Service zabiły od 492 do 598 wrogich żołnierzy tracąc jedynie dwóch ludzi podczas akcji i trzech w wyniku ostrzału wojsk sprzymierzonych. W tym czasie zanotowały znaczne sukcesy prowadząc swe działania. Wietnamczycy nazywali ich tłumacząc na j. polski Widmami z dżungli.
Ostatni żołnierz australijskiego SAS uznany za zaginionego w akcji w 1969 po upadku z podejrzanie przeciętej liny, został odnaleziony w sierpniu 2008 roku.
SASR współpracowała m.in. z U.S.N. SEALs i U.S. Army Special Forces i instruktorami w LRRP (Long Range Reconnaissance Patrol). Część członków SASR prowadziła działania wraz z MACV-SOG.